# Liste der Baudenkmäler in Seinsheim
Auf dieser Seite sind die Baudenkmäler in dem unterfränkischen Markt Seinsheim zusammengestellt. Diese Tabelle ist eine Teilliste der Liste der Baudenkmäler in Bayern. Grundlage ist die Bayerische Denkmalliste, die auf Basis des Bayerischen Denkmalschutzgesetzes vom 1. Oktober 1973 erstmals erstellt wurde und seither durch das Bayerische Landesamt für Denkmalpflege geführt wird. Die folgenden Angaben ersetzen nicht die rechtsverbindliche Auskunft der Denkmalschutzbehörde.
 Diese Liste gibt den Fortschreibungsstand vom 15. April 2020 wieder und enthält 52 Baudenkmäler.

## Baudenkmäler nach Gemeindeteilen

### Seinsheim
| Lage                                                                                         | Objekt                                        | Beschreibung | Akten-Nr.     | Bild           |
| -------------------------------------------------------------------------------------------- | --------------------------------------------- | --- | ------------- | -------------- |
| Am Äußeren Bergweg (Standort)                                                                | Bildsäule                                     | Mit Dreifaltigkeitsdarstellung, Sandstein, 1967 neu angefertigt nach dem Original von 1757                                   | D-6-75-167-19 | BW             |
| Am Unteren Tor 1 (Standort)                                                                  | Hausrelief                                    | Christus an der Geißelsäule, Sandstein, 18./19. Jahrhundert                                                                  | D-6-75-167-12 | weitere Bilder |
| Am Unteren Tor (Kreisstraße KT 26) (Standort)                                                | Martersäule                                   | Mit Relief der Pietà, Sandstein, ehemals bezeichnet „1753“                                                                   | D-6-75-167-18 | weitere Bilder |
| An der Kirchenburg 3; Am Rathausplatz; Beim Rathausplatz; Nähe An der Kirchenburg (Standort) | Katholische Pfarrkirche St. Peter und Paul    | Saalraum mit eingezogenem Polygonalchor, von Thaddäus Dückelmann, 1810–1813; mit Ausstattung                                 | D-6-75-167-2  | weitere Bilder |
| An der Kirchenburg 3; Am Rathausplatz; Beim Rathausplatz; Nähe An der Kirchenburg (Standort) | Kirchgaden                                    | Eingeschossige Sandsteingebäude mit Satteldach, spätmittelalterlich                                                          | D-6-75-167-2  | weitere Bilder |
| Blumenstraße (Standort)                                                                      | Bildsäule                                     | Mit Relief der Heiligen Familie, Sandstein, 18. Jahrhundert                                                                  | D-6-75-167-17 | BW             |
| Frankenstraße 7 (Standort)                                                                   | Hausfigur                                     | Immaculata, Sandstein, bezeichnet „1779“                                                                                     | D-6-75-167-11 | weitere Bilder |
| Hüttenheimer Straße 9 (Standort)                                                             | Giebelhaus                                    | Zweigeschossiger Satteldachbau mit Fachwerkobergeschoß, bezeichnet „1807“                                                    | D-6-75-167-13 | weitere Bilder |
| Hüttenheimer Straße 11 (Standort)                                                            | Hoftor                                        | Sandsteinpfosten mit Eisentor, bezeichnet „1813“                                                                             | D-6-75-167-14 | weitere Bilder |
| Hüttsteigweg (Standort)                                                                      | Martersäule                                   | Sandstein, mit Bronzerelief der Pietà, Anfang 20. Jahrhundert                                                                | D-6-75-167-21 | BW             |
| In den Mönchswiesen (Standort)                                                               | Kruzifix                                      | Sandstein, bezeichnet „1918“                                                                                                 | D-6-75-167-20 | weitere Bilder |
| Marktstraße 16 (Standort)                                                                    | Wirtshausschild                               | Mit Doppeladler, 19. Jahrhundert                                                                                             | D-6-75-167-9  | BW             |
| Marktstraße 20 (Standort)                                                                    | Giebelhaus                                    | Eingeschossiger Satteldachbau mit verputztem Fachwerk, 19. Jahrhundert                                                       | D-6-75-167-10 | BW             |
| Nähe Weinbergstraße (Standort)                                                               | Bildstock                                     | Kreuzigungsdarstellung, Sandstein, bezeichnet „1740“                                                                         | D-6-75-167-1  | weitere Bilder |
| Pfaffenweg (Standort)                                                                        | Wegkreuz                                      | Sandstein, bezeichnet „1859“                                                                                                 | D-6-75-167-15 | BW             |
| Rathausplatz 1 (Standort)                                                                    | Rathaus                                       | Zweigeschossiger Giebelbau mit Dachreiter, im Kern 17. Jahrhundert                                                           | D-6-75-167-3  | weitere Bilder |
| Rathausplatz 2 (Standort)                                                                    | Ehemaliges Amtshaus                           | Zweigeschossiger Walmdachbau, Obergeschoss teilweise Fachwerk, spätes 18. Jahrhundert                                        | D-6-75-167-7  | weitere Bilder |
| Rathausplatz 4 (Standort)                                                                    | Wohnhaus                                      | Zweigeschossiger Satteldachbau, Obergeschoß verputztes Fachwerk, bezeichnet „1700“                                           | D-6-75-167-4  | weitere Bilder |
| Schwarzenbergstraße 5 (Standort)                                                             | Hausfigur                                     | Maria mit Kind, Sandstein, 18./19. Jahrhundert                                                                               | D-6-75-167-5  | weitere Bilder |
| Schwarzenbergstraße 15 (Standort)                                                            | Wappenstein                                   | Bezeichnet „1528“ | D-6-75-167-6  | BW             |
| Wässerndorfer Weg (Standort)                                                                 | Martersäule                                   | Mit Relief der Pietà, Sandstein, 18. Jahrhundert                                                                             | D-6-75-167-16 | weitere Bilder |
| Weinbergstraße 2 (Standort)                                                                  | Friedhofsmauer mit Teilen der Ortsbefestigung | Bruchsteinmauerwerk mit spitzbogigem Eingangstor, ehemalige Ortstorflanke mit Schießscharten, Sandstein, 15.–17. Jahrhundert | D-6-75-167-53 | weitere Bilder |

### Iffigheim
| Lage                    | Objekt                                 | Beschreibung                                                                                                 | Akten-Nr.     | Bild           |
| ----------------------- | -------------------------------------- | --- | ------------- | -------------- |
| Bildstock (Standort)    | Bildstock                              | Holz, 19. Jahrhundert                                                                                        | D-6-75-167-29 | BW             |
| Iffigheim 35 (Standort) | Hausrelief                             | Pietà, 19. Jahrhundert                                                                                       | D-6-75-167-25 | weitere Bilder |
| Iffigheim 56 (Standort) | Hausrelief                             | Marienkrönung, frühes 19. Jahrhundert                                                                        | D-6-75-167-26 | weitere Bilder |
| Iffigheim 59 (Standort) | Ehemals Rat- und Schulhaus             | zweigeschossiger Satteldachbau, um 1700, mit integrierten Teilen der spätmittelalterlichen Kirchenburgmauern | D-6-75-167-54 | weitere Bilder |
| Iffigheim 60 (Standort) | Katholische Kirche Johannes der Täufer | Chorturmkirche, Anlage des 13. Jahrhunderts, 1808 erweitert; mit Ausstattung                                 | D-6-75-167-22 | weitere Bilder |
| In Iffigheim (Standort) | Reste einer Gadenanlage                | Eingeschossiger Satteldachbau, im Kern mittelalterlich                                                       | D-6-75-167-22 | weitere Bilder |
| In Iffigheim (Standort) | Bildstock                              | Mit Marienkrönung, Sandstein, spätgotisch                                                                    | D-6-75-167-24 | weitere Bilder |
| In Iffigheim (Standort) | Friedhof                               | Wappenstein, in Friedhofsmauer integriert, bezeichnet „1689“                                                 | D-6-75-167-23 | BW             |
| In Iffigheim (Standort) | Friedhof, Friedhofskreuz               | Sandstein, bezeichnet „1763“                                                                                 | D-6-75-167-23 | weitere Bilder |
| In Iffigheim (Standort) | Kreuz                                  | Mit Leidenssymbolen, Sandstein, bezeichnet „1841“                                                            | D-6-75-167-27 | BW             |

### Tiefenstockheim
| Lage                          | Objekt                                     | Beschreibung | Akten-Nr.     | Bild           |
| ----------------------------- | ------------------------------------------ | --- | ------------- | -------------- |
| Breitbach (Standort)          | Brückenfigur des hl. Nepomuk               | Sandstein, 18. Jahrhundert | D-6-75-167-39 | weitere Bilder |
| Holzweinberg (Standort)       | Kruzifix                                   | Holz, 19. Jahrhundert | D-6-75-167-43 | BW             |
| Holzweinberg (Standort)       | Martersäule                                | mit Darstellung des Hl. Blutes von Walldürn, Sandstein, bez. 1737                                                                                       | D-6-75-167-42 | BW             |
| In Tiefenstockheim (Standort) | Bildsäule                                  | mit Relief der Vierzehn Nothelfer, Sandstein, bez. 1718                                                                                                 | D-6-75-167-32 | weitere Bilder |
| In Tiefenstockheim (Standort) | Bildsäule mit Pietà                        | Sandstein, bez. 1719 | D-6-75-167-44 | weitere Bilder |
| Kreuzbuck (Standort)          | Kruzifix                                   | Sandstein, bez. 1718 | D-6-75-167-40 | weitere Bilder |
| Lerchenbuck (Standort)        | Martersäule                                | mit Pietà, Sandstein, bez. 1748 | D-6-75-167-41 | BW             |
| Tiefenstockheim 1 (Standort)  | Hausfigur                                  | Pietà, Sandstein, 18. Jahrhundert | D-6-75-167-37 | weitere Bilder |
| Tiefenstockheim 4 (Standort)  | Hausfigur                                  | Mönch mit Kruzifix | D-6-75-167-38 | weitere Bilder |
| Tiefenstockheim 19 (Standort) | Ehemaliges Pfarrhaus                       | zweigeschossiger Walmdachbau, bez. 1779 | D-6-75-167-33 | weitere Bilder |
| Tiefenstockheim 21 (Standort) | Katholische Pfarrkirche St. Peter und Paul | nachgotische Saalkirche mit eingezogenem Polygonalchor, 1631–37, das Langhaus im 19. Jahrhundert nach Westen verlängert; mit Ausstattung                | D-6-75-167-31 | weitere Bilder |
| Tiefenstockheim 21 (Standort) | Kirchenburg                                | befestigte Anlage, im Kern 15./16. Jahrhundert, an Kellertorbögen bez. 158. und 1540, insgesamt vier Gadengruppen, einfache Massivbauten mit Satteldach | D-6-75-167-31 | weitere Bilder |
| Tiefenstockheim 21 (Standort) | Kreuz                                      | Mit Leidenssymbolen, Sandstein, bezeichnet „1902“ | D-6-75-167-28 | BW             |
| Tiefenstockheim 22 (Standort) | Rathaus                                    | zweigeschossiger Satteldachbau mit Fachwerkobergeschoss und Dachreiter, bez. 1581                                                                       | D-6-75-167-34 | weitere Bilder |
| Tiefenstockheim 23 (Standort) | Kruzifix                                   | Holz, 19. Jahrhundert | D-6-75-167-35 | weitere Bilder |
| Tiefenstockheim 34 (Standort) | Ehemaliges Gasthaus                        | zweigeschossiger Massivbau mit Mansarddach, 1748 | D-6-75-167-36 | weitere Bilder |
| Tiefenstockheim 34 (Standort) | Wappenrelief                               | bez. 1748 | D-6-75-167-36 | weitere Bilder |

### Wässerndorf
| Lage                       | Objekt                                   | Beschreibung                                                                                                | Akten-Nr.     | Bild                            |
| -------------------------- | ---------------------------------------- | --- | ------------- | ------------------------------- |
| Dorfstraße 4 (Standort)    | Hoftor                                   | Pfosten aus Sandsteinquadern, 19. Jahrhundert                                                               | D-6-75-167-50 | weitere Bilder                  |
| Nähe Dorfstraße (Standort) | Bildstock                                | Sandstein, bez. 1927                                                                                        | D-6-75-167-51 | weitere Bilder                  |
| Nähe Dorfstraße (Standort) | Friedhofskreuz                           | Sandstein, 18. Jahrhundert                                                                                  | D-6-75-167-47 | weitere Bilder                  |
| Nähe Dorfstraße (Standort) | Grabplatten                              | in Friedhofsmauer integriert, Sandstein, 17. Jahrhundert                                                    | D-6-75-167-47 | weitere Bilder                  |
| Papiermühle 1 (Standort)   | Papiermühle                              | zweigeschossiger Massivbau, Bruchsteinmauerwerk, Mansarddach, 18./19. Jahrhundert                           | D-6-75-167-49 | weitere Bilder                  |
| Schloßstraße 1 (Standort)  | Ehemals Schloss der Grafen Schwarzenberg | quadratische Anlage mit Rundtürmen, als Ruine erhalten, um 1555, im Kern 13./14. Jahrhundert, zerstört 1945 | D-6-75-167-48 | weitere Bilder                  |
| Schloßstraße 1 (Standort)  | Ehem. Schloss der Grafen Schwarzenberg   | Schlossgraben mit umlaufendem Wall                                                                          | D-6-75-167-48 | weitere Bilder                  |
| Schloßstraße 7 (Standort)  | Grabdenkmäler                            | herrschaftliche Grabplatten, 16.–19. Jahrhundert; aus Bonnland in den Evang.-Luth. Friedhof übertragen      | D-6-75-167-46 | weitere Bilder                  |
| Schulgasse 3 (Standort)    | Katholische Kirche St. Cyriakus          | Saalbau mit eingezogenem Polygonchor, 1496                                                                  | D-6-75-167-45 | Katholische Kirche St. Cyriakus |
| Zollhausweg 6 (Standort)   | Kreuz                                    | Sandstein, bez. 1894                                                                                        | D-6-75-167-52 | weitere Bilder                  |

## Ehemalige Baudenkmäler
In diesem Abschnitt sind Objekte aufgeführt, die früher einmal in der Denkmalliste eingetragen waren, jetzt aber nicht mehr. Objekte, die in anderem Zusammenhang – also z. B. als Teil eines Baudenkmals – weiter eingetragen sind, sollen hier nicht aufgeführt werden. Aktennummern in diesem Abschnitt sind ehemalige, jetzt nicht mehr gültige Aktennummern.

| Lage                                | Objekt     | Beschreibung                                      | Akten-Nr.    | Bild |
| ----------------------------------- | ---------- | ------------------------------------------------- | ------------ | ---- |
| Seinsheim Marktstraße 14 (Standort) | Eckpfosten | mit Seinsheim-Wappen, Holz, bezeichnet mit „1584“ | D-6-75-167-8 | BW   |